# Olga Gzovskaya
Olga Gzovskaya (ruso: О́льга Влади́мировна Гзо́вская ; 10 de octubre de 1883 – 2 de julio de 1962) fue una actriz de cine y teatro del Imperio Ruso y la Unión Soviética.

## Vida
Gzovskaya nació en la familia de un funcionario de aduanas de Moscú  de origen polaco. En 1905, se graduó en la Escuela Imperial de Drama en el Teatro Maly, habiendo estudiado con Aleksandr Pavlovich Lensky. El 1 de septiembre de 1905 se unió a la compañía de Teatro Maly, con el primer papel de Ariel en "La tempestad" de William Shakespeare, ese mes de octubre. De 1905 a 1908 actuó en el Teatro Maly. En 1907, conoció a Konstantin Stanislavski en un lugar de veraneo y comenzó a recibir lecciones privadas de actuación de él. Durante sus clases, Stanislavski le comentó a Gzovskaya que debería actuar en el Teatro de Arte de Moscú, lo que ella tomó como una oferta de empleo y abandonó el Maly. Como no se había consultado a la junta, el compromiso del Teatro de Arte de Moscú se volvió polémico y se vio obligada a realizar una gira por toda Rusia durante la temporada 2008-2009. Su empleo también se complicó porque su prometido ru, que trabajaba en Maly, intentaba convertirse en director del Teatro de Arte de Moscú, pero el teatro no confiaba en su reputación. En julio de 1908, ella y Nelidov se casaron.
Gzovskaya regresó al Maly para la temporada 1909-1910, pero en 1910 se trasladó al Teatro de Arte de Moscú. En 1912, realizó una serie de compromisos en Praga, pero estuvo comprometida principalmente hasta 1917 en el Teatro de Arte de Moscú. Entre 1917 y 1919, Gzovskaya regresó a Maly. Cuando Gzovskaya dejó el Teatro de Arte de Moscú, interrumpió sus estudios con Stanislavski, aunque intentó promover el uso de su método en otras compañías. En 1919, enseñó en el estudio y realizó giras con el Estudio Chialiapin y el Estudio de Ópera del Teatro Bolshoi.

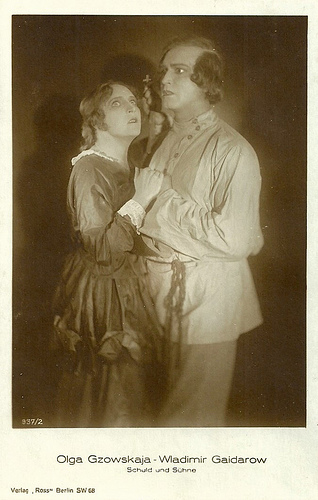
Postal alemana de Ross-Verlag, núm. 937/2, 1925-1926. Vladimir Gajdarov y Gzovskaya en Schuld und Sühne, adaptación de Crimen y castigo (Raskolnikov) de Dostojevsky.

En noviembre de 1920, junto con su marido, el actor Vladimir Gajdarov y algunos otros artistas se fueron al extranjero. Sucedió tan inesperadamente que ninguno de los actores estaba listo para irse. Hicieron una gira por Ucrania, pero la Guerra Civil Rusa de 1919 los aisló de Moscú. La gente intentaba sobrevivir y poco a poco se les fueron sumando otros artistas moscovitas que también se encontraban aislados como en otras partes del país, entre ellos varios actores del grupo Sinelnikov. Como resultado, surgió un grupo bastante grande de figuras teatrales conocidas, que incluía, además de Gzovskaya y Gaydarov, Alla Tarasova, Vasily Kachalov, su esposa Nina Litovtseva, Olga Knipper, MN Nablotskaya, su esposo. el actor Putyata, Nikolai Massalitinov, Yury Rakitin, Vladimir Zhedrinsky, MA Kryzhanovskaya, Maria Germanova, EN Roshchin-Insarov, Peter F. Sharov y muchos otros. Decidieron permanecer juntos. El hijo de Katchalov y LItovtseva, Vadim Shverubovich, escribió sobre este episodio en la historia del Teatro de Arte de Moscú y en la vida de sus padres.
Gzovskaya trabajó en Estonia, Letonia y Lituania, Checoslovaquia, Yugoslavia, Polonia y Alemania, donde organizó un estudio con su marido. Pero no lograron mantenerlo. En la Ópera de la ciudad de Berlín en 1926, Gzovskaya interpretó "La dama de picas" de Pyotr Ilyich Tchaikovsky. A su regreso a la URSS en 1932, trabajó en organizaciones de conciertos en Moscú. En noviembre de 1934 se trasladó a Leningrado, donde continuó dando conciertos y presentó algunas composiciones literarias. En 1939 llegó al Teatro Leninsky Komsomol de Leningrado. Al estallar la Segunda Guerra Mundial fue evacuada a Novosibirsk, donde continuó su obra teatral, representando "El tirano" de Goldoni y "La casita en Cherkizovo" de Aleksei Arbuzov. De marzo de 1943 a 1956 trabajó para el Teatro Alexandrinsky. Además, dirigió los clubes de aficionados House of Scientists, Club of Seamen y otros.
Fue enterrada en Moscú en el cementerio Vvedenskoye.

## Roles

### Teatro Maly (Moscú)
- Ariel (La Tempestad de William Shakespeare )
- Beatrice (Mucho ruido y pocas nueces de William Shakespeare)
- Erik (Juventud de Max Dreyer)
- Thea (Celebración de la vida de Hermann Sudermann )
- Irene (Toisón de oro de Stanisław Przybyszewski )
- Klerhen (Atardecer de Franz Beyerleyn)
- Natasha (Sobre la vida, de Nikolai Shklyar )
- Kathy (Viejo Heidelberg de Wilhelm Meyer-Förster)
- Desdémona (Otelo de William Shakespeare),
- Marina Mniszek (El Falso Dmitry de Alexander Ostrovsky)
- Cleopatra ( César y Cleopatra de George Bernard Shaw)
- Miss Mabel Chiltern ( Un marido ideal de Oscar Wilde)
- Cherubino (Las bodas de Fígaro de Pierre Beaumarchais)

### En los años 1917-1919
- Sophia (Woe de Ingenio por Alexander Griboyedov)
- Salome (Salome de Oscar Wilde)
- Lydia Cheboksarova (Dinero Fácil de Alexander Ostrovsky)

### Teatro de Arte de Moscú
- Ophelia (Hamlet de William Shakespeare),
- Tuanet (El enfermo imaginario de Molière),
- Mirandolina (La locandiera de Carlo Goldoni),
- Laura (The Stone Guest de Alexander Pushkin),
- Katerina Ivanovna (Los Hermanos Karamazov, de Fiódor Dostoyevski)
- Tina (Miserere by Semyon Yushkevich)
- Vera Libanova (It Tears Where It Is Thin de Ivan Turgenev)

### Teatro de Leningrado. Lenin Komsomol
- Beatrice ("Mucho ruido y pocas nueces" de William Shakespeare),
- Mamaev ("Incluso el sabio tropieza" Ostrovsky).

### Teatro Dramático de Leningrado
- La anciana (Las campanadas del Kremlin, de Nikolai Pogodin)
- Sra. Eynsford-Hill (Pygmalion de George Bernard Show)
- Abuela Arsenyeva (Lermontov de Boris Lavrenyov, su último papel)

### Filmografía seleccionada
- Mara Kramskaya (Mara Kramskaya, 1915).
- Mujer con daga (Lena Rokotoff, director Yakov Protazanov)
- Tasia (hija del terrateniente, director Yakov Protazanov)
- Huracán (Natasha, director Boris Sushkevich)
- Panna María (Panna María, director Yakov Protazanov, 1916)
- Ráfaga (Tanya, director Czesław Sabinsky, 1917)
- Anelya (la víctima, Czesław Sabinsky, 1917)
- Y el misterio fue tragado por las olas... (La bailarina Lilias, Czesław Sabinsky, 1917)
- No es necesaria sangre (Olga Pernovskaya, directora Yakov Protazanov, 1918)
- Jenny la criada (Jenny, Yakov Protazanov)
- Brujas (Maruna-Yola, director V.Starevich, 1918)
- La urraca ladrona (director Alexander Sanin, 1920)
- Las intrigas de Madame de La Pommeraye (director, Fritz Wendhausen, 1922)
- Enjoy Your Life (Olga, director G.Azagarov, 1923, rodaje en Munich)
- Psyche (Psyche, director Yu. Larin 1927, rodaje en Berlín)
- Canciones de la estepa (Rogoznaya, director Yakov Urinov, 1932-1933).